# Auxilia palatina
Auxilia palatina (enk. auxilium palatinum) waren infanterie-eenheden in het Laat-Romeinse leger. Ze werden opgericht door Constantijn I als deel van het nieuwe veldleger dat hij creëerde in ongeveer 325.
Sommigen van de beste en waarschijnlijk ook de oudste eenheden hadden speciale namen zoals de Cornuti of Brachiati; anderen werden genaamd naar de stammen waaruit ze werden gerekruteerd (waarvan velen uit Oost-Gallië of Germanië). Deze eenheden werden Palatijns toen er een onderscheid kwam tussen de Palatini en de andere comitatenses in ongeveer 365. Er is geen direct bewijs over de grootte van een auxilium, maar A.H.M. Jones (History of the Later Roman Empire, Blackwell, Oxford, 1964 p. 682) schat dat hun sterkte tussen de 600 en 700 moest zijn. Enkele auxilia zijn vermeld als limitanei, vooral op de Donau. Het is niet zeker of deze gezien werden als een andere soort eenheid.

## Lijst vanauxilia palatina
| - Cornuti seniores - Brachiati seniores - Petulantes seniores - Celtae seniores - Heruli seniores - Batavi seniores - Mattiaci seniores - Mattiaci iuniores - Ascarii seniores - Ascarii iuniores - Iovii seniores - Cornuti iuniores - Sagittarii Nervii - Leones seniores - Leones iuniores - Exculcatores seniores - Sagittarii Tungri - Exculcatores iuniores - Tubantes - Salii - Grati - Felices seniores - Felices iuniores | - Gratianenses seniores - Invicti seniores - Augustei - Iovii iuniores - Victores iuniores - Heruli iuniores - Batavi iuniores - Bructeri - Ampsivarii - Gratianenses iuniores - Valentianenses iuniores - Raeti - Sequani - Sagittarii venatores - Latini - Sabini - Brachiati iuniores - Honoriani Atecotti seniores - Honoriani Marcomanni seniores - Honoriani Marcomanni iuniores - Honoriani Atecotti iuniores - Brisigavi seniores - Brisigavi iuniores | - Honoriani Mauri seniores - Honoriani Mauri iuniores - Celtae iuniores - Invicti iuniores Britanniciani - Exculcatores iuniores Britanniciani - Felices Valentinianenses - Mattiaci iuniores Gallicani - Salii Gallicani - Sagittarii Nervii Gallicani - Iovii iuniores Gallicani - Seguntienses - Galli victores - Honoriani victores iuniores - Honoriani ascarii seniores - Felices iuniores Gallicani - Atecotti iuniores Gallicani - Tungri - Honoriani Gallicani - Mauri tonantes seniores - Mauri tonantes iuniores - Regii |

Ampsivarii
Felices seniores
Heruli seniores
Honoriani ascarii seniores
Invicti iuniores Britanniciani
Iovii seniores
Leones seniores
Petulantes
Sequani
Regii

## Verder lezen
- A. Alföldi, 'Cornuti: A Teutonic Contingent in the Service of Constantine the Great and its Decisive Role in the Battle at the Milvian Bridge', Dumbarton Oaks Papers 13 (1959) 169-183.
- M. Colombo, 'Constantinus rerum nouator: dal comitatus dioclezianeo ai palatini di Valentiniano I', Klio 90 (2008) 124–161.
- D. Hoffmann, Das spätrömische Bewegungsheer und die Notitia Dignitatum ([Epigraphische Studien 7.1-2] Düsseldorf 1969–70).
- M.J. Nicasie, Twilight of Empire: The Roman Army from the Reign of Diocletian until the Battle of Adrianople (Amsterdam 1998).
- O. Schmitt, 'Stärke, Struktur und Genese des comitatensischen Infanterienumerus', Bonner Jahrbücher 201 (2001 [2004]) 93-111.
- M.P. Speidel, 'Raising New Units for the late Roman army: auxilia palatina', Dumbarton Oaks Papers 50 (1996) 163-170.
- M.P. Speidel, 'The Four Earliest Auxilia Palatina', Revue des Études Militaires Anciennes 1 (2004) 132-46.
- C. Zuckerman, 'Les "Barbares" romains: au sujet de l’origine des auxilia tétrarchiques' in M. Kazanski and F. Vallet (eds.), L'Armée romaine et les barbares du IIIe au VIIe siècles (Paris 1993) 17- 20.